# Panique année zéro
Pour plus de détails, voir Fiche technique et Distribution.
Panique année zéro (Panic in Year Zero!) est un film de science-fiction américain réalisé par Ray Milland, sorti en 1962.

## Synopsis
Une attaque nucléaire survient, notamment sur le territoire américain. Une famille de la banlieue de Los Angeles prend la route afin de partir en week-end à la campagne. Réalisant peu à peu l'ampleur de l'évènement, la famille Baldwin s'organise rapidement afin de se soustraire à la société dont une partie de la population qui profite de la mobilisation des secours pour commettre crimes et délits. Les parents et leurs deux enfants trouvent finalement refuge dans une grotte et tentent de vivre en autarcie après avoir accumulé provisions, armes et matériel.

## Fiche technique
- Titre original : Panic in Year Zero!
- Titre français : Panique année zéro
- Réalisation : Ray Milland
- Scénario : Jay Simms et John Morton
- Montage : William Austin
- Musique : Les Baxter
- Photographie : Gilbert Warrenton
- Production : Arnold Houghland et Lou Rusoff
- Société de production et distribution : American International Pictures
- Format : noir et blanc
- Genre : Science-fiction
- Durée : 93 minutes
- Dates de sortie :
  - États-Unis : 5 juillet 1962
  - France : 8 avril 1964
  - Belgique : 28 janvier 1966

## Distribution
- Ray Milland : Harry Baldwin
- Jean Hagen : Ann Baldwin
- Frankie Avalon : Rick Baldwin
- Mary Mitchel : Karen Baldwin
- Joan Freeman (en) : Marilyn Hayes
- Richard Bakalyan : Carl
- Rex Holman : Mickey
- Willis Bouchey : Docteur Powell Strong

### Revue de presse
- Jean-Elie Fovez, « Panique, année zéro », Téléciné, no 116, Paris, Fédération des Loisirs et Culture Cinématographique (FLECC), mai-juin 1964,  (ISSN 0049-3287)